# Paretaquens
Els paretaquens eren els habitants de Paretaquene (Paraetacene) a Persis. Eren considerats un poble muntanyes assalvatgit, d'arrel persa (Heròdot diu que eren medes), i dedicats principalment al saqueig i el robatori. El seu nom derivaria de la paraula persa paruta (muntanya) i del sànscrit parvata (amb el mateix significat).